# Pui-redó (la Vall de Boí)
|  | Aquest article tracta sobre un cim de l'Alta Ribagorça. Vegeu-ne altres significats a «Pui Redó». |

El Pui-redó és una muntanya de 1.921,7 metres que es troba al municipi de la Vall de Boí, a la comarca de l'Alta Ribagorça. És al nord-nord-oest del poble de Taüll, a prop i al nord-oest del Cap de les Creuetes. És a l'extrem occidental de la Serra de Llats.